# Streets of Love
Streets of Love is een nummer van The Rolling Stones uit 2005. Het is de eerste single van hun 22e studioalbum A Bigger Bang.
Het nummer is een ballad waarin Mick Jagger in het refrein met een kopstem zingt. Doordat A Bigger Bang het eerste studioalbum van de Stones in 8 jaar was, was het met "Streets of Love" ook voor het eerst in 8 jaar tijd dat de band weer een hit scoort. In Europa werd "Streets of Love" een bescheiden hit, en in Nederland ook de enige die ze in de jaren '00 hebben gehad. In het Verenigd Koninkrijk haalde het nummer de 15e positie, in de Nederlandse Top 40 de 12e en in de Vlaamse Ultratop 50 de 41e. Het nummer was tot nu toe ook het laatste nummer waarmee The Rolling Stones in de Nederlandse Top 40 hebben gestaan.